# Antoinette Quarré
Pour les articles homonymes, voir Quarré.
Antoinette Quarré, née le 16 janvier 1813 à Recey-sur-Ource (Côte-d'Or) et morte le 25 novembre 1847 à Dijon (Côte-d'Or), est une poétesse française.

## Biographie
Antoinette Célinie Quarré est née le 16 janvier 1813 à Recey-sur-Ource, de Cécile Quarré et de père inconnu.     
Lingère à Dijon, mais de santé fragile, la légende veut qu'elle ait appris à lire dans Zaïre de Voltaire. Instruite par un lettré, M. de Belloguet, elle se tourna vers la poésie et publia quelques essais en vers et en prose (notamment dans le Journal des Demoiselles), et un éloge de la princesse Marie d'Orléans qui lui valut, en 1839, une mention à la Société des lettres et des arts de Seine-et-Oise. 
Elle envoya ses vers à Alphonse de Lamartine, qu'elle admirait avec passion. Celui-ci lui répondit le 24 août 1838 par un poème À une jeune fille poète qu'il intégra par la suite dans ses Recueillements poétiques. Antoinette Quarré répondra à ce poème avec un autre poème : Réponse à M. de Lamartine. 
Ses amis la poussèrent à publier son premier recueil, qui parut en 1843, et qui attira sur elle un grand intérêt. De faible constitution, elle s'éteignit (d'hypertrophie du cœur) le 25 novembre 1847 à Dijon. Elle est enterrée au cimetière des Péjoces.

## Opinions sur Antoinette Quarré
Dans le portrait qu'elle en fait dans le Tour de France, Flora Tristan apparaît franchement hostile à Antoinette Quarré.
Le goguettier lyonnais puis parisien Xavier Privas cite Antoinette Quarré au nombre des goguettières fameuses au côté d'Élisa Fleury et Madame Élie Deleschaux, de Paris, Reine Garde, d'Aix et Rose Harel, de Lisieux. 

## Œuvres
- À Hégésippe Moreau, Élégie présentée au concours de l'Académie des jeux floraux, 1840.
- Poésies d'Antoinette Quarré, Dijon (1843)

## Galerie

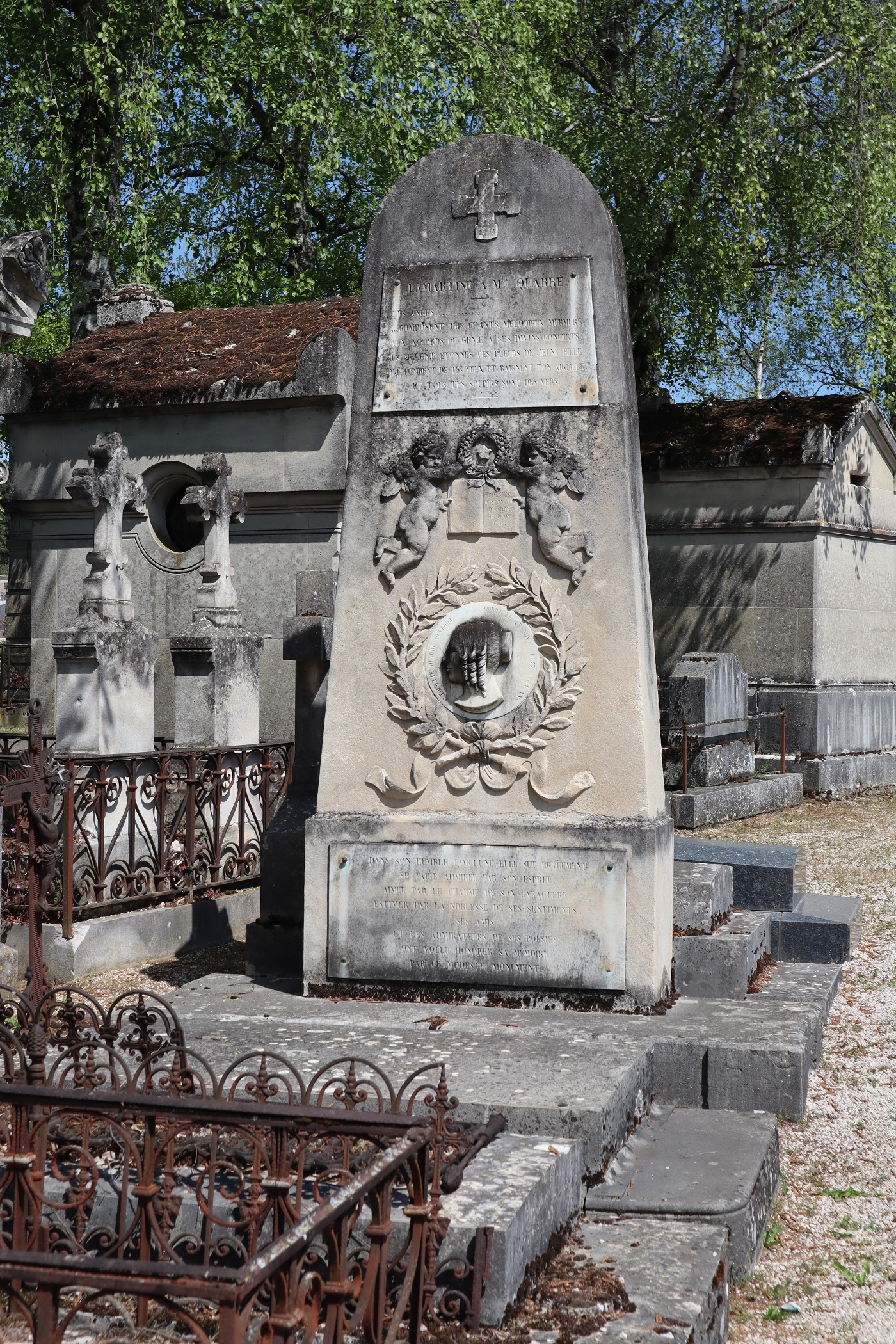
Tombe d'Antoinette Quarré.
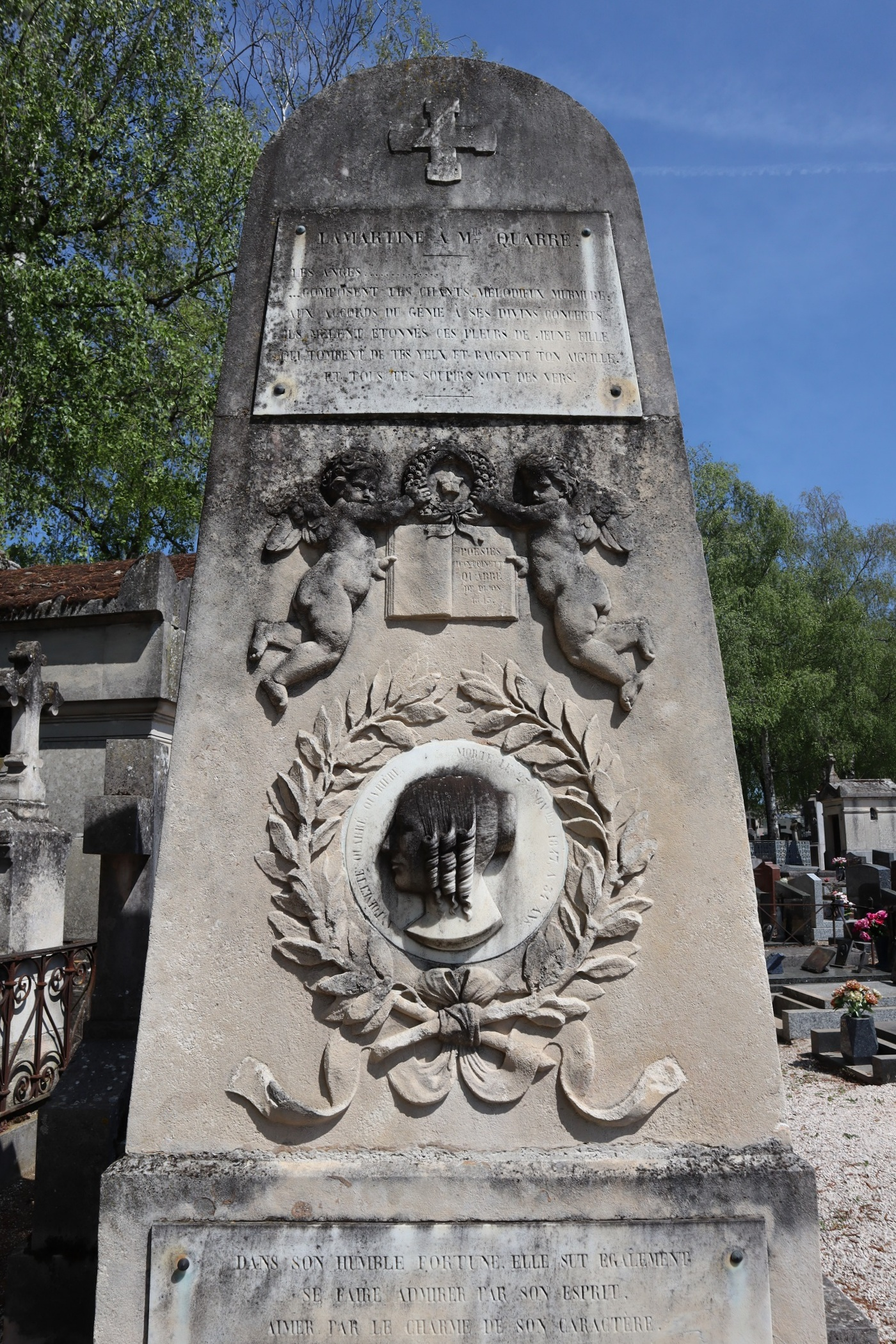
La stèle.
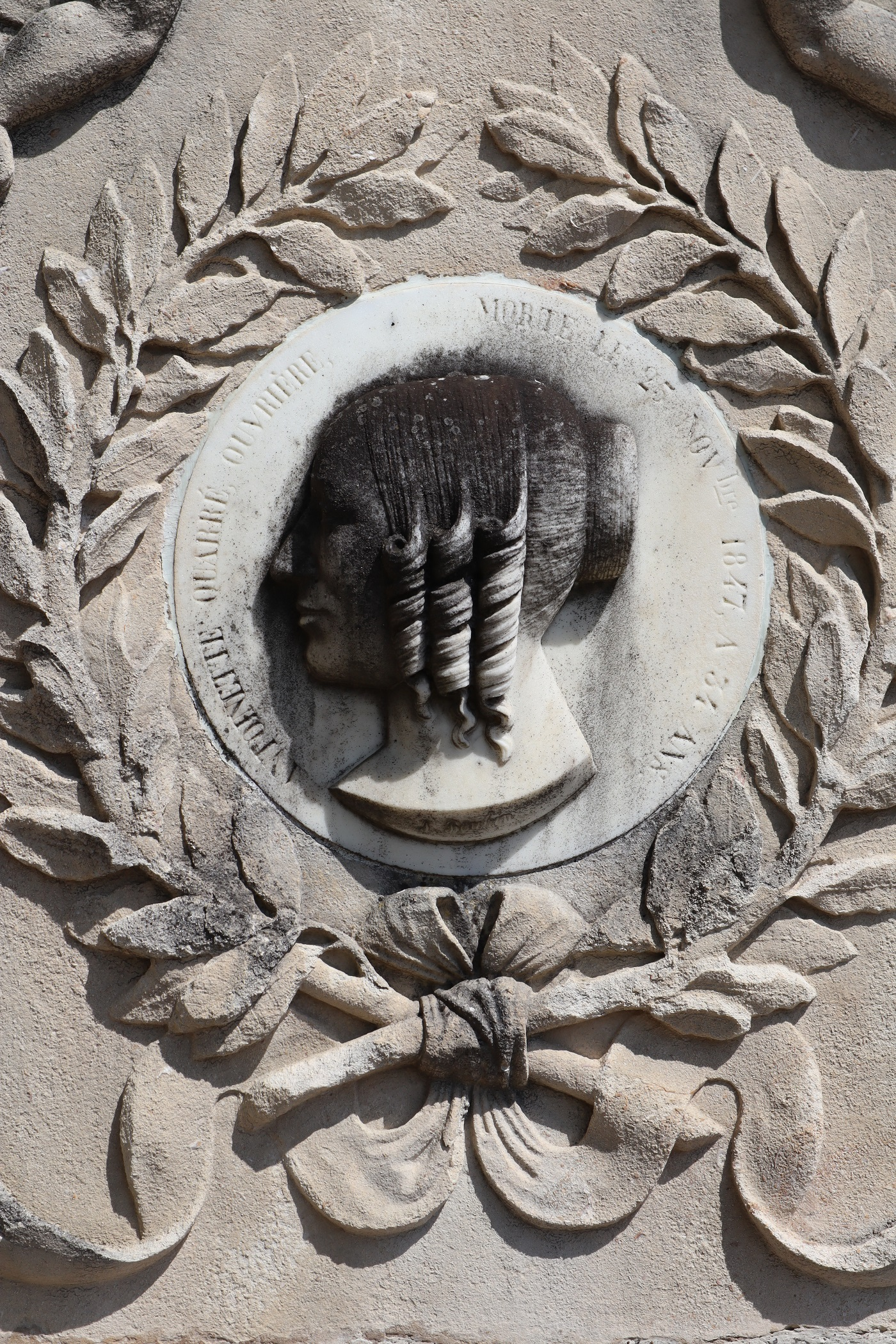
Médaillon.